# Championnat d'Afrique du Sud de football 2001-2002
Navigation
Saison précédente Saison suivante
La saison 2001-2002 du Championnat d'Afrique du Sud de football est la sixième édition du championnat de première division en Afrique du Sud. Les dix-huit meilleurs clubs du pays sont regroupés au sein d'une poule unique, où ils s'affrontent deux fois au cours de la saison, à domicile et à l'extérieur. À l'issue du championnat, les deux derniers du classement sont relégués et remplacés par les deux meilleures équipes de National First Division, la deuxième division sud-africaine.
C'est le club d'Engen Santos qui remporte le championnat cette saison, après avoir terminé en tête du classement final, avec cinq points d'avance sur Supersport United et sept sur un duo composé du tenant du titre, Orlando Pirates et du Jomo Cosmos. C'est le premier titre de champion d'Afrique du Sud de l'histoire du club.

## Les 18 clubs participants
| - Manning Rangers - Kaizer Chiefs - Orlando Pirates - Bush Bucks - Hellenic FC - Mamelodi Sundowns - Jomo Cosmos - Ajax Cape Town - Supersport United | - AmaZulu FC - Promu de National First Division - Moroka Swallows - Wits University FC - Free State Stars - Lamontville Golden Arrows - Ria Stars - Black Leopards - Promu de National First Division - Engen Santos - Tembisa Classic |

## Compétition

### Classement
Le barème utilisé pour établir le classement est le suivant :
- Victoire : 3 points
- Match nul : 1 point
- Défaite : 0 point

| Rang | Équipe                    | Pts | J  | G  | N  | P  | Bp | Bc | Diff |
| ---- | ------------------------- | --- | -- | -- | -- | -- | -- | -- | ---- |
| 1    | Engen Santos              | 64  | 34 | 18 | 10 | 6  | 49 | 30 | +19  |
| 2    | Supersport United         | 59  | 34 | 17 | 8  | 9  | 53 | 42 | +11  |
| 3    | Orlando Pirates T         | 57  | 34 | 15 | 12 | 7  | 43 | 31 | +12  |
| 4    | Jomo Cosmos               | 57  | 34 | 16 | 9  | 9  | 39 | 29 | +10  |
| 5    | Mamelodi Sundowns         | 56  | 34 | 15 | 11 | 8  | 47 | 32 | +15  |
| 6    | Moroka Swallows           | 53  | 34 | 15 | 8  | 11 | 44 | 43 | +1   |
| 7    | Wits University FC        | 50  | 34 | 13 | 11 | 10 | 39 | 30 | +9   |
| 8    | Black Leopards P          | 49  | 34 | 13 | 10 | 11 | 58 | 48 | +10  |
| 9    | Kaizer Chiefs             | 49  | 34 | 12 | 13 | 9  | 38 | 33 | +5   |
| 10   | Manning Rangers           | 45  | 34 | 12 | 9  | 13 | 48 | 45 | +3   |
| 11   | Free State Stars          | 44  | 34 | 11 | 11 | 12 | 36 | 32 | +4   |
| 12   | Ria Stars                 | 43  | 34 | 11 | 10 | 13 | 42 | 47 | -5   |
| 13   | Lamontville Golden Arrows | 42  | 34 | 10 | 12 | 12 | 35 | 37 | -2   |
| 14   | Ajax Cape Town            | 41  | 34 | 11 | 8  | 15 | 39 | 42 | -3   |
| 15   | Bush Bucks                | 35  | 34 | 10 | 5  | 19 | 47 | 70 | -23  |
| 16   | Hellenic FC               | 34  | 34 | 8  | 10 | 16 | 35 | 54 | -19  |
| 17   | AmaZulu FC P              | 30  | 34 | 6  | 12 | 16 | 33 | 50 | -17  |
| 18   | Tembisa Classic           | 19  | 34 | 2  | 13 | 19 | 29 | 59 | -30  |

|  | Qualification pour la Ligue des champions 2003         |
|  | Qualification pour la Coupe des Coupes 2003            |
|  | Qualification pour la Coupe de la CAF 2003             |
|  | Relégation directe en National First Division          |
|  | T Tenant du titre P : Promu de National First Division |

## Bilan de la saison
| Championnat d'Afrique du Sud de football 2001-2002 |                          |
| Champion                                           | Engen Santos (1er titre) |
| Coupes et trophées                                 |                          |
| Vainqueur de la Coupe d'Afrique du Sud 2001-2002   | Non disputée             |
| Qualifications continentales                       |                          |
| Ligue des champions 2003                           | Engen Santos             |
| Coupe des Coupes 2003                              | Jomo Cosmos              |
| Coupe de la CAF 2003                               | Mamelodi Sundowns        |
| Promotions et relégations                          |                          |
| Promus en Premier Soccer League                    | African Wanderers        |
| Promus en Premier Soccer League                    | Dynamos FC               |
| Relégués en National First Division                | AmaZulu FC               |
| Relégués en National First Division                | Tembisa Classic          |